# Missió Gaia
Gaia és un observatori espacial que va ser llançat a l'espai per l'Agència Espacial Europea (ESA) el 19 de desembre de 2013. La missió ajudarà a crear un catàleg astronòmic en 3D d'aproximadament 1000 milions d'estrelles, o aproximadament l'1% de les estrelles en la Via Làctia. És el successor de la missió Hipparcos, en el marc del programa científic de llarg termini Horizon 2000 Plus de l'ESA. Gaia controlarà cadascuna de les estrelles objectiu unes 70 vegades de mitjana, fins a magnitud 20 sobre un període de 5 anys. Els seus objectius comprenen:
- determinar les posicions, distàncies, i els moviments propis anuals de mil milions d'estrelles amb una precisió del voltant 20 µas (microarcsegon) en 15 mag, i 200 µas a 20 mag
- detecció de desenes de milers de sistemes planetaris extrasolars[4]
- capacitat per descobrir asteroides Apohele amb òrbites que es troben entre la Terra i el Sol, una regió que és dificultosa l'observació per a telescopis terrestres, ja que aquesta regió és només en el cel durant o prop del dia[5]
- detecció de fins a 500.000 quàsars distants
- proves més precises de la teoria de la relativitat general d'Albert Einstein

Gaia crearà un mapa estel·lar tridimensional extremadament precís a través de la galàxia de la Via Làctia i més enllà, i controlar dels seus moviments que codifiquen l'origen i posterior evolució de la Via Làctia. Les mesures espectrofotomètriques proporcionen les propietats físiques detallades de cada estrella observada, caracteritzant la seva lluminositat, temperatura efectiva, gravetat i composició elemental. Aquest cens estel·lar massiva proporcionarà les dades observacionals bàsiques per abordar una àmplia gamma de problemes importants relacionats amb l'origen, estructura, i la història evolutiva de la nostra galàxia. Un gran nombre de quàsars, galàxies, planetes extrasolars i cossos del sistema solar seran mesurats al mateix temps.

## Llançament
Arianespace esperava llançar el Gaia per a l'ESA al desembre de 2013, utilitzant un coet Soiuz del Centre Espacial Guaianès (GSC) a la Guaiana Francesa, i aquest llançament finalment va tenir lloc a les 10:12 hores (hora catalana), des de la base de la Guaiana. L'aparell opera en una òrbita de Lissajous al voltant del punt de Lagrange L₂ Sol-Terra.

## Final de missió
El 2018, la missió Gaia es va ampliar fins al 2020, i el 2020 es va ampliar encara més fins al 2022, amb una "extensió indicativa" addicional fins al 2025. El factor limitant per a noves extensions de la missió és el subministrament de nitrogen per als propulsors de gas fred del sistema de micropropulsió. La quantitat de tetraòxid de dinitrogen (NTO) i monometilhidrazina (MMH) per al subsistema de propulsió química a bord podria ser suficient per estabilitzar la nau espacial a L2 durant diverses dècades. Sense el gas fred, però, la nau espacial ja no es pot apuntar a una escala de microsegons d'arc. El març de 2023, la missió Gaia es va allargar fins al segon trimestre de 2025, quan s'espera que la nau espacial es quedi sense propulsor de gas fred.